# Ернст Фридрих Карл Розенмюлер
Ернст Фридрих Карл Розенмюлер (на немски: Ernst Friedrich Karl Rosenmüller) е германски ориенталист и теолог. Син е на теолога Йохан Георг Розенмюлер и брат на анатома Йохан Кристиан Розенмюлер.
Ернст Фридрих Розенмюлер учи в Университетите на Ерланген, Гисен и Лайпциг. В Лайпциг, Ернст е студент при баща си, теолога Йохан Розенмюлер. През 1796 г. той става доцент по арабски изследвания в Университета на Лайпциг, където през 1813 г. е назначен за професор по ориенталски езици. През 1817 г. Ернст Розенмюлер е удостоен с почетна докторска степен от факултета по теология на Университета Хале-Витенберг.
Розенмюлер е автор на важната екзегетична творба по Стария завет, озаглавена Scholia in Vetus Testamentum. Тази творба се състои от 24 части, а публикуването и отнема няколко десетилетия от 1788 до 1835 г.

## Избрана библиография
- Die Sitten der Beduinen-Araber: mit einem biblisch-zoologischen Anhang des Uebersetzers (1789)
- Handbuch für die Literatur der biblischen Kritik und Exegese (1797)
- Biblisch-exegetisches Repertorium, oder die neuesten Fortschritte in Erklärung der heiligen Schrift (заедно с Георг Йеронимус Розенмюлер, 1822-1824)
- Handbuch der biblischen Alterthumskunde (1823-1830)
- Analecta Arabica (3 тома 1824-27)
- Biblische Erd- und Länderkunde: mit einer Charte und vier lithographischen Abbildungen (1823)
- Das biblische Mineral- und Pflanzenreich (1830)
- Biblische Naturgeschichte (1830–1831)
- Das biblische Thierreich (1831)
- Scholia in Vetus Testamentum (24 части, 1788–1835)